# Liste der Baudenkmäler in Oberpleichfeld
Auf dieser Seite sind die Baudenkmäler in der unterfränkischen Gemeinde Oberpleichfeld zusammengestellt. Diese Tabelle ist eine Teilliste der Liste der Baudenkmäler in Bayern. Grundlage ist die Bayerische Denkmalliste, die auf Basis des Bayerischen Denkmalschutzgesetzes vom 1. Oktober 1973 erstmals erstellt wurde und seither durch das Bayerische Landesamt für Denkmalpflege geführt wird. Die folgenden Angaben ersetzen nicht die rechtsverbindliche Auskunft der Denkmalschutzbehörde.

## Baudenkmäler
| Lage                                                    | Objekt                                     | Beschreibung | Akten-Nr.     | Bild           |
| ------------------------------------------------------- | ------------------------------------------ | --- | ------------- | -------------- |
| Am Klettenberg (Standort)                               | Bildstock                                  | sogenannte „Rote Marter“, Reliefaufsatz mit Pietàdarstellung, Rückseite mit Kreuzigung, auf Rundsäule über erneuertem Tischsockel, Sandstein, bezeichnet 1741                        | D-6-79-169-14 | BW             |
| An der Weth ()                                          | Bildhäuschen                               | mit Relief einer Pietà, neuromanisch, bezeichnet mit „1880“ | D-6-79-169-28 |                |
| Bergtheimer Straße 5 (Standort)                         | Feldaltar                                  | rundbogiger Nischenaufsatz mit Relief des Hl. Sebastian und Kreuzbekrönung, auf Tischsockel mit Inschrift, Sandstein, bezeichnet 1821                                                | D-6-79-169-2  | weitere Bilder |
| Eselsberg (Standort)                                    | Bildstock                                  | mit hl. Georg, 2. Hälfte 18. Jahrhundert; nicht nachqualifiziert, im Bayerischen Denkmal-Atlas nicht kartiert                                                                        | D-6-79-169-17 | BW             |
| Brunnengasse 1 (Standort)                               | Kreuzschlepper                             | Figur des kreuztragenden Christus auf Knien, auf der Grundstücksmauer, Sandstein, 18. Jahrhundert                                                                                    | D-6-79-169-3  | weitere Bilder |
| Dreitorbrücke (Standort)                                | Feldaltar                                  | mit Dreifaltigkeit, bezeichnet 1821; bei der Trafostation | D-6-79-169-1  | weitere Bilder |
| Eyerleiten (Standort)                                   | Bildstock                                  | Reliefaufsatz mit Hl. Michael und Hl. Familie, auf Säule über Tischsockel, Sandstein, bezeichnet 1821.                                                                               | D-6-79-169-20 | BW             |
| Friedhofgasse 1 (Standort)                              | Hausfigur                                  | Sandsteinskulptur einer Hl. Familie, 18. Jahrhundert | D-6-79-169-5  | BW             |
| Friedhofgasse 3 (Standort)                              | Relief                                     | Sandsteinrelief der Marienkrönung, bezeichnet 1863 | D-6-79-169-6  | BW             |
| Gickelberg (Standort)                                   | Bildstock                                  | Reliefaufsatz mit den Hll. Kilian und Wendelin sowie Kreuzbekrönung, auf Pfeiler über Sockel, Sandstein, 2. Hälfte 19. Jahrhundert                                                   | D-6-79-169-19 | weitere Bilder |
| Hauptstraße 17, An der Weth (Standort)                  | Katholische Pfarrkirche St. Peter und Paul | Saalbau mit eingezogenem Chor und Chorflankenturm mit Spitzhelm, Turm frühes 13. Jahrhundert, Langhaus 1934/35 erneuert, mit Inschrift von 1612 und Portal von 1856; mit Ausstattung | D-6-79-169-10 | weitere Bilder |
| Hauptstraße 17 (Standort)                               | Bildstock                                  | Reliefaufsatz mit Dreifaltigkeit bzw. Hl. Familie, auf ornamentiertem Pfeiler, Sockel, 17. Jahrhundert                                                                               | D-6-79-169-10 | weitere Bilder |
| Hauptstraße 17 (Standort)                               | Kruzifix                                   | Gekreuzigter auf Tischsockel, darauf Figur der schmerzhaften Muttergottes, Sandstein, 1936                                                                                           | D-6-79-169-10 | weitere Bilder |
| Hauptstraße 19 (Standort)                               | Relief                                     | mit Dreifaltigkeitsdarstellung, im Rathaus, bezeichnet 1867 | D-6-79-169-4  | BW             |
| Herrnberg 4 (Standort)                                  | Kreuzschlepper                             | Figur des kreuztragenden Christus auf Knien, Sandstein, 19. Jahrhundert | D-6-79-169-9  | BW             |
| Herrnberg; Nähe Herrnberg (Standort)                    | Wegkreuz                                   | Kruzifix auf Tischsockel, darauf Figur der schmerzhaften Muttergottes, Sandstein, bezeichnet 1875                                                                                    | D-6-79-169-8  | weitere Bilder |
| Lindenweg 3; Nähe Lindenweg (Standort)                  | Friedhofskreuz                             | Kruzifix auf Tischsockel mit Inschriftenfeld, darauf schmerzhafte Muttergottes, Sandstein, bezeichnet 1817                                                                           | D-6-79-169-7  | weitere Bilder |
| Lindenweg 3; Nähe Lindenweg (Standort)                  | Kreuzweg                                   | 14 Stationen mit figürlichen Reliefs, Sandstein, bezeichnet 1880 | D-6-79-169-7  | weitere Bilder |
| Lindenweg 3; Nähe Lindenweg (Standort)                  | Kriegerdenkmal                             | für die Gefallenen des Ersten Weltkrieges, in Form einer kleinen offenen Kapelle mit Satteldach und Glockentürmchen, um 1920; mit Ausstattung                                        | D-6-79-169-7  | weitere Bilder |
| Lindenweg 3; Nähe Lindenweg (Standort)                  | Prozessionsaltar                           | rundbogiger Nischenaufsatz mit Relief der Muttergottes sowie Kreuzbekrönung, auf Tischsockel, Sandstein, bezeichnet 1821                                                             | D-6-79-169-7  | weitere Bilder |
| Obere Strassäcker (Standort)                            | Bildstock                                  | Reliefaufsatz mit Christus als Weltenherrscher, Rückseite mit Immaculatà, auf Säule über Tischsockel mit Inschrift, Sandstein, 18. Jahrhundert                                       | D-6-79-169-15 | weitere Bilder |
| Obere Strassäcker; neben der Raiffeisenkasse (Standort) | Bildstock                                  | mit Kreuzigung, bezeichnet 1607 | D-6-79-169-12 | BW             |
| Nähe Pfarrgasse; Straße nach Prosselsheim, Ortsausgang  | Bildstock                                  | mit Kreuzigung, bezeichnet 1692; nicht nachqualifiziert, im Bayerischen Denkmal-Atlas nicht kartiert                                                                                 | D-6-79-169-13 | BW             |
| Prosselsheimer Straße 10 (Standort)                     | Prozessionsaltar                           | rundbogiger Nischenaufsatz mit Relief einer Monstranz sowie Kreuzbekrönung, auf Tischsockel mit Inschriftenfeld, Sandstein, bezeichnet 1821                                          | D-6-79-169-11 | BW             |
| Raiffeisenstraße (Standort)                             | Denkmal                                    | Erinnerungsstätte für die Flurbereinigung von 1923 bis 1930, in Form von ca. 100 eingemauerten Flur- und Grenzsteinen des 16.–19. Jahrhundert, nach 1930                             | D-6-79-169-22 | BW             |
| Rothberg; Am Roth (Standort)                            | Kreuzigungsgruppe                          | bezeichnet 1742 | D-6-79-169-21 | BW             |
| Schlüsselberg (Standort)                                | Bildstock                                  | Reliefaufsatz mit Kreuzigungsszene, auf Säule über Sockel, Sandstein, bezeichnet 1863                                                                                                | D-6-79-169-16 | BW             |
| Seligenstadter Weg (Standort)                           | Bildstock                                  | giebelbedachter Reliefaufsatz mit Maria Immaculata, Rückseite mit Pietà, auf Pfeiler über Tischsockel, Sandstein, bezeichnet 1880                                                    | D-6-79-169-18 | BW             |